# Ryszard Lenczewski
Ryszard Lenczewski (Miłków, 5 giugno 1948) è un direttore della fotografia polacco.

## Biografia
Assieme a Łukasz Żal è stato candidato all'Oscar alla migliore fotografia 2015 per Ida di Paweł Pawlikowski. Sempre per lo stesso film ha vinto l'European Film Awards per la miglior fotografia. Con Pawlikowski ha collaborato anche in altri film, tra cui My Summer of Love (2004), per cui ottenne una prima candidatura agli European Film Awards.

## Filmografia parziale
- La leggenda del cavallo bianco (Biały smok), regia di Jerzy Domaradzki e Janusz Morgenstern (1987)
- Klątwa Doliny Węży, regia di Marek Piestrak (1988)
- Fratello del nostro Dio (Brat naszego Boga), regia di Krzysztof Zanussi (1997)
- Last Resort, regia di Paweł Pawlikowski (2000)
- Lost - Dispersi nell'oceano (Stranded), regia di Charles Beeson – film TV (2002)
- Carlo II - Il potere e la passione (Charles II: The Power & the Passion) – miniserie TV, 4 puntate (2003)
- Intermission, regia di John Crowley (2003)
- My Summer of Love, regia di Paweł Pawlikowski (2004)
- Spring 1941, regia di Uri Barbash (2008)
- La Femme du Vème, regia di Paweł Pawlikowski (2011)
- Margaret, regia di Kenneth Lonergan (2011)
- Ida, regia di Paweł Pawlikowski (2013)